# Museo delle sinopie
Il Museo delle sinopie in piazza del Duomo a Pisa si trova in un grande edificio medievale in laterizio, l'antico Spedale Nuovo, o di papà Alessandro. Nel museo sono conservate le sinopie, appunto, degli affreschi del Camposanto monumentale.
Gli affreschi, opera di diversi artisti, tra i quali Buffalmacco, Andrea Bonaiuti, Antonio Veneziano, Spinello Aretino, Taddeo Gaddi, Piero di Puccio, Benozzo Gozzoli e altri, un tempo coprivano le pareti del camposanto e furono distrutti o comunque molto danneggiati dall'incendio del 1944 dovuto a un bombardamento alleato.
In quell'occasione si staccarono gli affreschi per gli urgentissimi restauri (in larga parte ancora in corso) e si trovarono questi disegni preparatori straordinariamente conservati. Dopo il restauro furono collocati nel museo odierno, che si trova nel lato sud della piazza del Duomo, dove è presente una delle due biglietterie del complesso monumentale.
Nel Museo, oltre alle sinopie stesse, sono presenti due zone multimediali: una dove viene riprodotto una simulazione in 3D stereoscopico del camposanto monumentale durante i secoli, l'altra dove, in una sorta di mini-cinema, viene proiettato un audiovisivo riguardante la struttura e i lavori di restauro della torre pendente, per il momento solo in lingua inglese.

## Storia

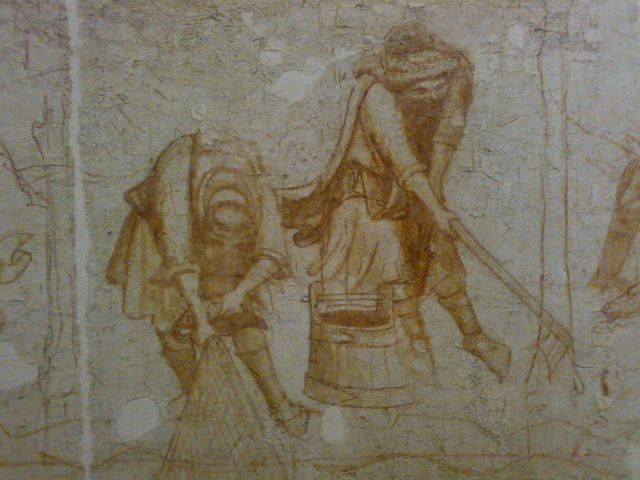
Particolare di una sinopia

In seguito all'incendio del tetto del camposanto monumentale, avvenuto nel luglio 1944, si pose il problema della conservazione degli affreschi del camposanto e delle relative sinopie, rimesse in luce dai primi "strappi" delle pitture soprastanti nel 1947.
Totalmente recuperate con il graduale intervento di distacco dell'arriccio ritrovato, le sinopie vennero provvisoriamente esposte nel 1952 nel camposanto e nelle sale realizzate dietro il fianco Nord dello stesso.
Dal 1955 si cominciò a considerare l'opportunità di ricollocare i maggiori affreschi staccati nel portico e di sistemare le sinopie in un ambiente limitrofo, considerazioni che vennero elaborate tre il 1963 e il 1968 in vari dibattiti e che si conclusero con l'individuazione della sede adatta in uno dei padiglioni sgomberati del vicino spedale di Santa Chiara, in particolare nel lungo padiglione affacciato sulla piazza del Duomo del quale nel 1969 l'Opera della Primaziale, tramite il Consiglio superiore delle antichità e belle arti, acquisì l'uso di una parte.
L'antico padiglione, che chiude lo spazio a sud della piazza del Duomo, fu costruito nel 1337 dai maestri Andrea di Puccio Capogrosso e Ciomeo di Giannino, detto Corso. In origine era destinato a ricovero peregrinarium infirmorum; nel 1338 vi furono compiute le decorazioni pittoriche esterne e a falso bozzato sulle murature interne dal pittore Coluccio da Lucca.
Tra il 1830 e il 1832, tra le opere compiute da Leopoldo II di Lorena per migliorare il complesso ospedaliero e ricordate in una lapide del 1835 affissa all'esterno della parete ovest, il padiglione venne ampliato per ospitare la scuola di anatomia, vi fu rimosso il vecchio pavimento in laterizio, vi furono aperte nuove finestre e venne ricostruito il soffitto.
Nel 1908 fu iniziata la stonacatura dell'intera facciata, sulla quale apparirono elementi duecenteschi appartenenti presumibilmente alla prima struttura dell'ospedale, successivamente trasformata in ospizio per i pellegrini.
I lavori di restauro per la creazione del nuovo Museo delle sinopie iniziarono nel 1971 con le opere di rimozione interne, concluse nel 1972.
Il locale risultava interrato di oltre un metro dalla quota originaria, totalmente intonacato, diviso da tramezzi a mezza altezza e dotato di un ballatoio perimetrale in ghisa risalente all'Ottocento.
Nel 1975 si attuò la sostituzione della copertura lignea fatiscente con capriate in calcestruzzo; nell'intervento, realizzato dal ministero dei Lavori Pubblici, furono anche ricomposte, due capriate originali dell'antica copertura.
Tra il 1975 e il 1979 fu realizzato l'intervento di restauro a cura della Soprintendenza di Pisa. I lavori consistettero nel ripristino dell'antico piano di calpestio, nella rimozione dell'intonaco e nel recupero del paramento originario, sul quale tornarono in luce il motivo decorativo trecentesco ad cantones - cioè a fasce orizzontali dipinte in grigio alternate a ricorsi di bozze sagomate in biacca -, le duecentesche nicchie portaoggetti sulle pareti longitudinali - annesse ad ogni giaciglio per i malati -, le imposte, le soglie e i cardini delle due porte di comunicazione tra la piazza del Duomo e gli spazi ospedalieri ed infine la trecentesca finestra ogivale incorniciata in cotto sulla parete Ovest.
I lavori furono eseguiti dalle maestranze dell'Opera della Primaziale Pisana e dalle imprese Cellini di Firenze, Napoleone Chini di Ghezzano (Pisa) e Giuseppe Cerini di Ponte a Poppi (Arezzo).
A partire dal 1976 e fino al 1979, si procedette all'allestimento del museo, a cura dell'Opera della Primaziale Pisana, con il contributo del ministero per i Beni Culturali e Ambientali.

## La critica
Secondo i progettisti, le cui proposte operative "ebbero il conforto di continue verifiche" sia con gli organi competenti che, attraverso la stampa, con l'opinione pubblica, i "casi particolari determinati dall'inserimento di strutture modulari moderne entro un contenitore più volte rimaneggiato" sono stati affrontati "con rigore ed essenzialità, ma anche senza falsi pudori", fedeli a concetti di "flessibilità, aggregabilità e riuso" nell'eventualità di dover riportare l'ambiente al suo aspetto originario senza che questo subisca alcun danno.
Contro alcuni attacchi trasmessi dalla stampa durante la progressione dei lavori, l'intento di rivificare lo spazio antico mediante un intervento moderno al suo interno è stato condiviso e sostenuto da Giovanni Michelucci per il quale "obbiettivo di fondo dell'intervento del restauratore deve essere quello di animare, non di immobilizzare; vivificare non cristallizzare il complesso urbano o il singolo edificio. Riportare, cioè, vita e movimento in ciò che per inazione o disuso rischia di morire, reinserendolo nel corpo vivo della città, nel flusso delle attività e degli interessi attuali della comunità cittadina"

## Architettura

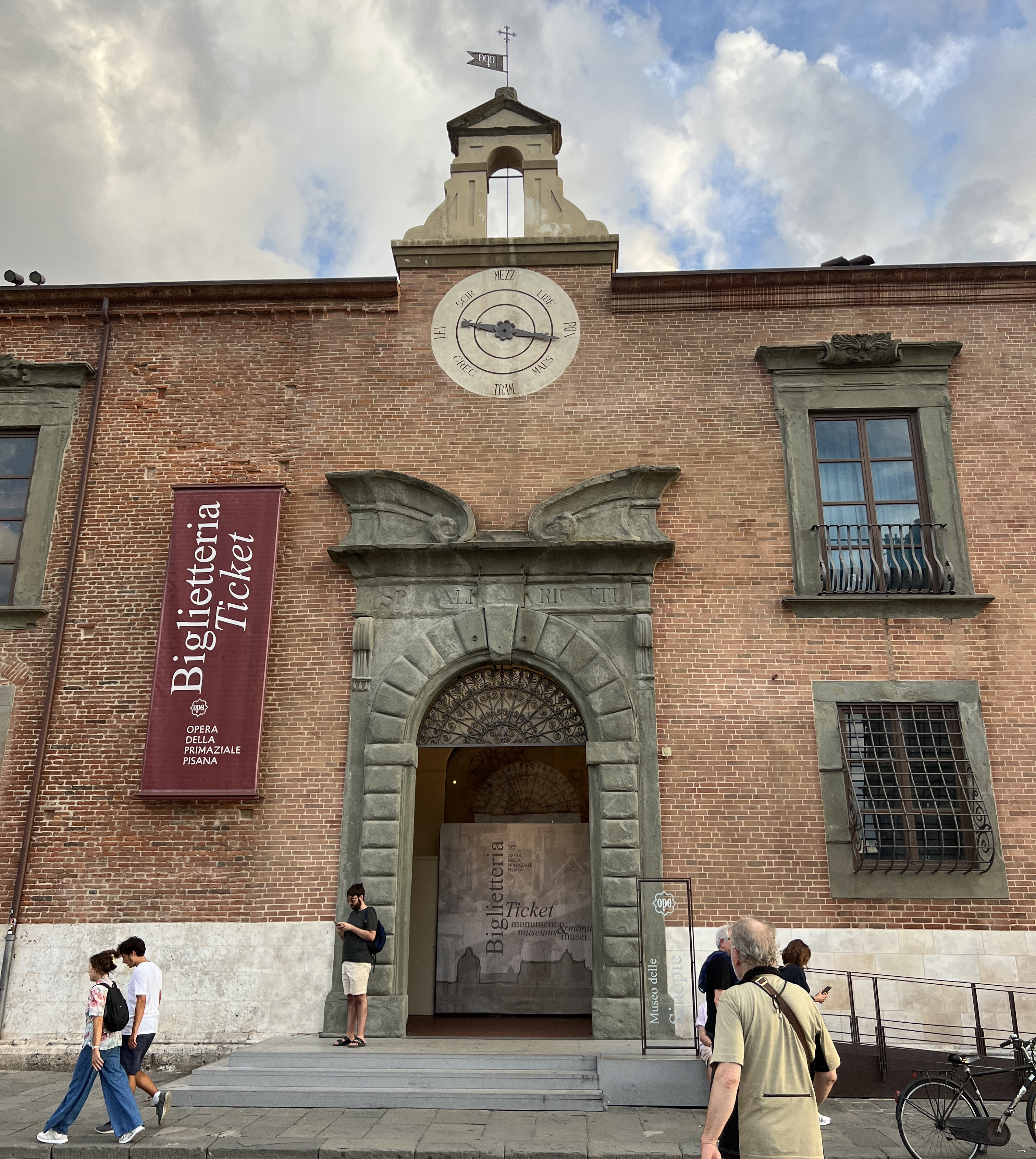
Biglietteria

Più che con i retrostanti padiglioni ospedalieri del complesso di Santa Chiara, l'edificio è in immediata relazione con le architetture monumentali della piazza delle quali offre inedite prospettive dall'ampio arcone vetrato sulla parete nord.
L'ambiente adibito a museo ha dimensioni di ml. 53x14, oltre al vano di entrata, occupando quindi circa la metà del lungo prospetto sulla piazza, destinato per il rimanente a magazzino dell'ospedale e ad agenzia bancaria.
Il lungo fronte in laterizio a vista ha una composizione simmetrica, con due ordini di finestre e due portali incorniciati di fattura seicentesca posti quasi alle estremità. L'ingresso al museo avviene, procedendo dall'angolo di via Roma, dal secondo portale, quasi perfettamente in asse con quello del dirimpettaio camposanto. Oltre il portale, fino alla torretta angolare destra, la muratura è ad opus incertum ed individua il corpo di fabbrica aggiunto nell'Ottocento.
L'ingresso presenta l'apertura ad arco con bozze rettangolari in pietra serena, inserita in una composizione lapidea con fregio iscritto ("Spedali Riuniti") e timpano superiore a volute inverse.

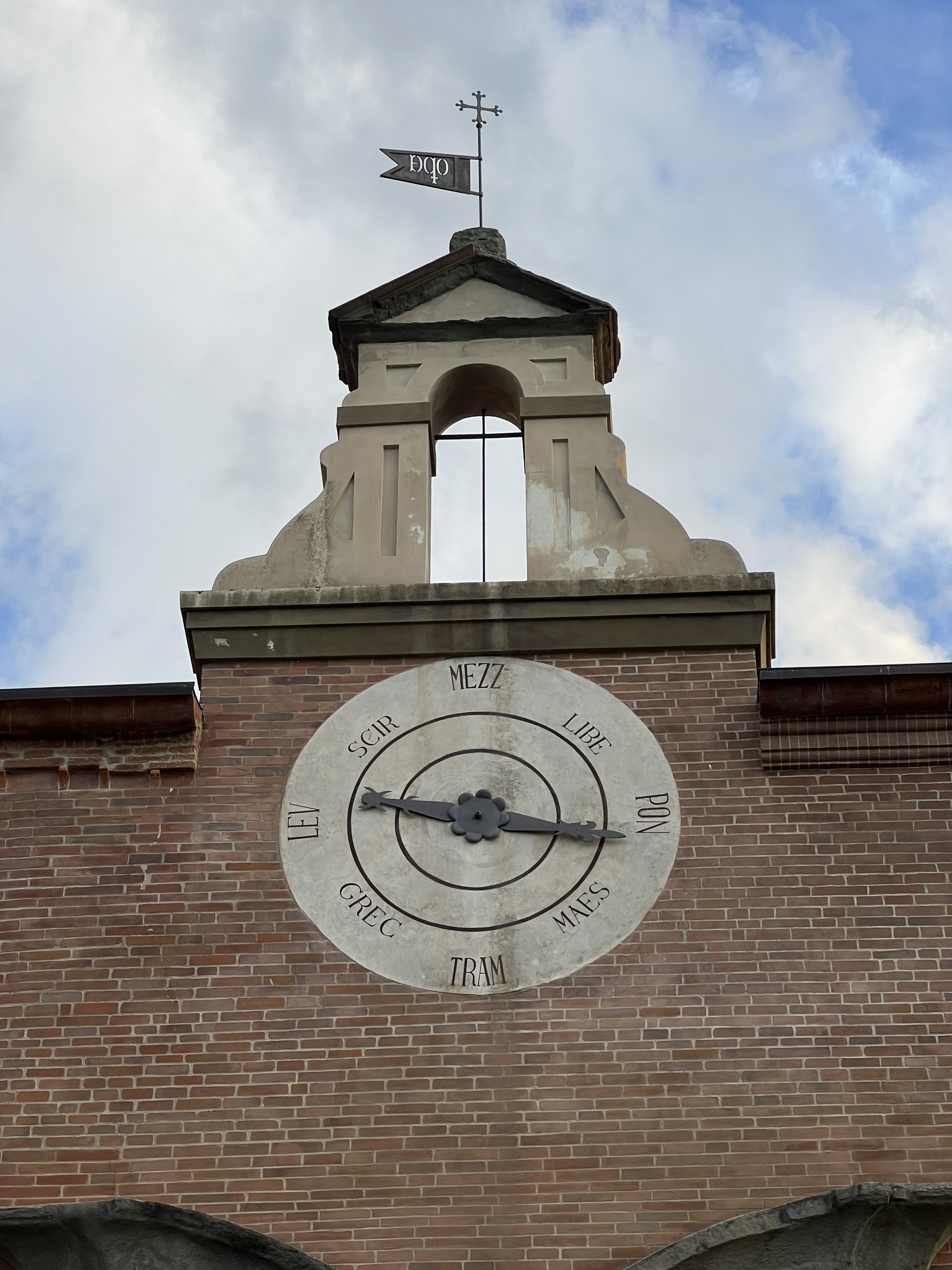
Rosa dei venti

Il portale è sovrastato da un piccolo campanile a vela in pietra che taglia la gronda sagomata in cotto, interrompendo lo svolgimento della fascia muraria ad attico. Al di sotto del campanile è posta una rosa dei venti ancora in pietra. Le finestre dell'ordine superiore sono incorniciate in pietra.
Il vano d'ingresso della biglietteria, di forma quadrata, coperto a crociera e pavimentato in cotto, separa nettamente il corpo ottocentesco da quello preesistente. A questo si accede tramite un'entrata sulla sinistra e consiste in un volume parallelepipedo all'interno del quale è inserito un sistema di pedane tra loro collegate a diverse altezze, sorrette da strutture metalliche ancorate a terra (ballatoio a quota +3,11 m) e sospese tramite tiranti con radi ancoraggi (ballatoi superiori) in modo da non alterare le strutture murarie.
Queste ultime, perfettamente leggibili, presentano il paramento originario decorato a fasce orizzontali grigie, scavato dalle nicchie portaoggetti e aperto dal finestrone ogivale nella testata Ovest e dal grande arco ribassato nella parete verso la piazza che costituisce l'attuale ingresso principale al museo.
La copertura a capanna è sorretta da capriate in calcestruzzo in parte nascoste da una plafonatura dalla quale filtra la luce naturale proveniente dalle finestre a tetto; le due capriate in legno ricomposte sono poste all'estremità Est e lasciate in vista per testimoniare la copertura lignea preesistente.
Oltre all'uso di materiali assolutamente differenti da quelli originari, il progetto si basa su tre premesse fondamentali: "1- predisporre nuove capriate in modo da sollevare il piano di imposta per consentire l'esposizione su due piani, 2 - ritrovare dall'alto l'illuminazione naturale negata dalle pareti d'ambito; 3 - l'isolamento delle antiche strutture -usate come contenitore- e l'introduzione di piani sospesi che, lasciando integro lo spazio, lo qualificano, permettendo nel contempo molteplici possibilità di lettura delle sinopie".
Lo spazio museologico inizia subito sulla destra, dal pian terreno, al termine del quale un corpo scala o l'ascensore, con pareti in cristallo e setti angolari in cemento armato a vista, conducono ai ballatoi superiori che presentano parapetti in cristallo con corrimano in acciaio.
I pannelli espositivi, posti in modo da non alterare lo spazio del contenitore, sono collocati sulle pareti longitudinali, lungo la pedana d'ingresso e sospesi tramite tiranti a diverse altezze, visibili dai ballatoi; altri sono inseriti al di sotto del primo ballatoio.
La visita si conclude scendendo la scala di fianco all'ingresso e uscendo dalla solita porta d'entrata.